# Monique Venner
Pour les articles homonymes, voir Venner.
 (septembre 2019).
Monique Venner, née le 20 mai 1935 à Paris et morte le 10 juin 2020 à Oulins, est la première femme occidentale à avoir obtenu le 3e dan de judo au Kōdōkan Tokyo,.
Elle a également obtenu son 2e dan par le fondateur de l'aïkido, le grand maître Morihei Ueshiba qui lui a confié la mission de développer son enseignement hors du Japon.
Monique Venner a créé plus d'une centaine de clubs à travers le monde et a reçu le surnom de Sanchiro au Japon, du nom d'un samouraï qui diffusa les arts martiaux en Asie.

## Histoire
Son premier professeur est maître Chew à Londres. À l'âge de 19 ans, alors qu'elle pratique le Wall of death (rouler à 3 motos parallèles en se tenant par les mains sur un mur cylindrique de 10 m de haut), éjectée, elle est gravement blessée.
Ne pouvant progresser suffisamment en France, elle part au Japon, à pied, en stop, par tous moyens. Sur le trajet, elle survit grâce à de l’enseignement, des exhibitions, des combats, et des triomphes contre les champions locaux de sports de combat ou de Jeu d'échecs. Elle crée 33 clubs de judo, notamment en Asie, qui n'en possédaient pas alors. En novembre 1956, elle affronte Selim Bey, champion de lutte à Istanbul. Elle impose le port du kimono et gagne le combat.
Au Japon, parallèlement au judo, elle suit les cours de Morihei Ueshiba, promoteur de l'aïkido. Il lui remettra son 2e dan d'aïkido. Plus tard, elle recevra le 3e dan au Yoshinkan.
À Paris, au début des années 1960, elle signe son livre d'aventures autobiographiques « Le démon des Voyages ». Elle anime alors le Sanshiro Club, pépinière de très bons jeunes judokas. Le Club, rue d'Argout, dans le Sentier, sous les locaux du quotidien France-Soir, est parrainé par Pierre Lazareff et un journal, alors tout récent, l'hebdo Pilote.
Quelques années auparavant, parmi mille activités de survie sur ses parcours, elle entraîne des troupes, notamment à Berlin et Baden-Baden.
Citation du Général Paul Vanuxem : « Création et responsable technique des stages de formation pour les officiers supérieurs de l'état-major français en Allemagne en 1963. Elle enseigna à plus de 400 officiers supérieurs, une cinquantaine de salles furent créées, le ministère des Armées fut dans l'obligation d'élaborer un règlement. Ce sport fut [enseigné] à Saint-Cyr. Le Judo fut adopté dans l'Armée. On le doit à Monique Venner, ceinture noire 2e Dan »
Le dernier club de Monique Venner a été ouvert au Lesotho en 1989. Elle était alors consul honoraire de France.
Elle donne une part de son temps, à Madagascar, dans les années 2000 à des initiatives en faveur de l'enfance.
Elle est la mère de l'essayiste et politologue Fiammetta Venner.

## Club
Sanchiro Club
Monique Venner a créé des clubs notamment dans les pays suivants :
- Allemagne
- Bulgarie
- Birmanie
- Espagne
- France
- Grande-Bretagne
- Grèce
- Inde
- Iran
- Italie
- Lesotho
- Liban
- Madagascar
- La Réunion
- Turquie
- Yougoslavie

## Ouvrages
- Le démon des voyages[4], Éditions Julliard, 1963
- Ève Riposte, Méthode Self-Défense contre les attaques courtoises et discourtoises[6], Sainte-Clotilde (La Réunion), 1993